# Кайзердамм
Кайзердамм (нім. Kaiserdamm, Кайзерівська дамба) — вулиця в Берліні, в районах Шарлоттенбург та Вестенд, між площами Софі-Шарлотте-Плац та Теодор-Хойс-Плац, складова частина міської транспортної осі Схід-Захід, а також федеральних доріг B2 та B5. Названа на честь кайзера Вільгельма II.

## Історія

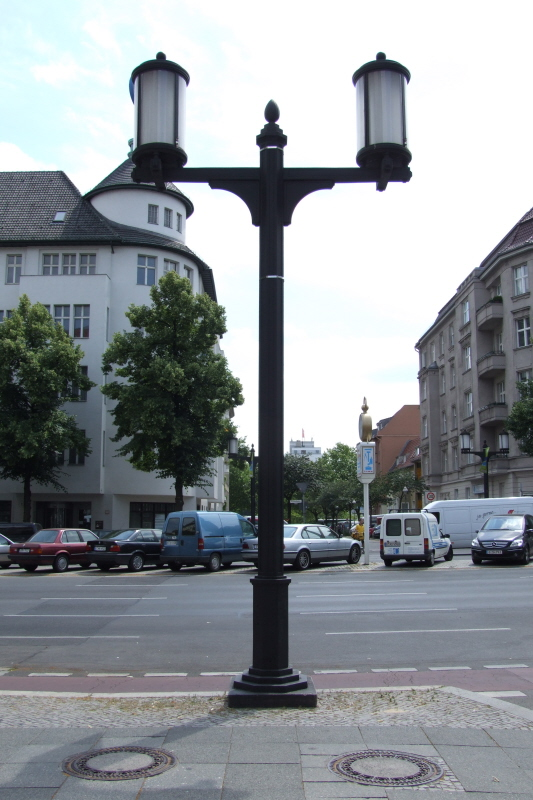
Ліхтарі нацистського архітектора Альберта Шпеєра

До 1904 року тут не було забудови, а берегом озера Літцензеє йшов немощений піщаний шлях. За наказом кайзера було збудовано продовження Бісмаркштрассе. Нова вулиця мала 50 метрів завширшки. 1 листопада 1906 року нею було відкрито рух, а 8 грудня того ж року вона отримала назву Кайзердамм.
За часів нацизму Кайзердамм була частиною так званої «Осі Схід-Захід», реконструкцію якої було завершено 1939 року. Характерними є ліхтарі, створені головним ідеологом «Столиці світу Германія» — архітектором Альбертом Шпеєром. Також в ті часи було споруджено будівлю по Кайзердамм, 45/46 (нині вона має адресу Геєрштрассе, 12-16). В ній було розміщено Імперський провід гітлер'югенду.
24 квітня 1967 року за ініціативи ХДС вулицю було перейменовано на Аденауердамм (нім. Adenauerdamm, дамба Аденауера) на честь нещодавно померлого бундесканцлера Конрада Аденауера. Проте це викликало рішучі протести серед населення і 15 січня наступного року вулиці повернули стару назву.

## Перебіг
Кайзердамм зі сходу починається площею Софі-Шарлотте-Плац, являючи собою продовження магістралі Унтер-ден-Лінден — Вулиця 17 червня — Бісмарк-штрассе. Спочатку Кайзердамм на заході доходила до перехрестя із Пройссеналлеє, таким чином, включаючи в себе частину сьогоднішньої Геєрштрассе. З 30 березня 1950 року західним кінцем вулиці є Теодор-Хойс-Плац. Практично посередині вулицю перетинають міський автобан та кільцева залізниця. За Теодор-Хойс-Плац Геєрштрассе продовжує цю магістраль.
Вітцлебенплац сполучає вулицю із берегами озера Літцензеє. Майданчик на перехресті Кайзердамм та Вітцлебенплац нині має назву Ервін-Барт-Плац (на честь творця теперішнього Літцензеєпарку).

## Значення

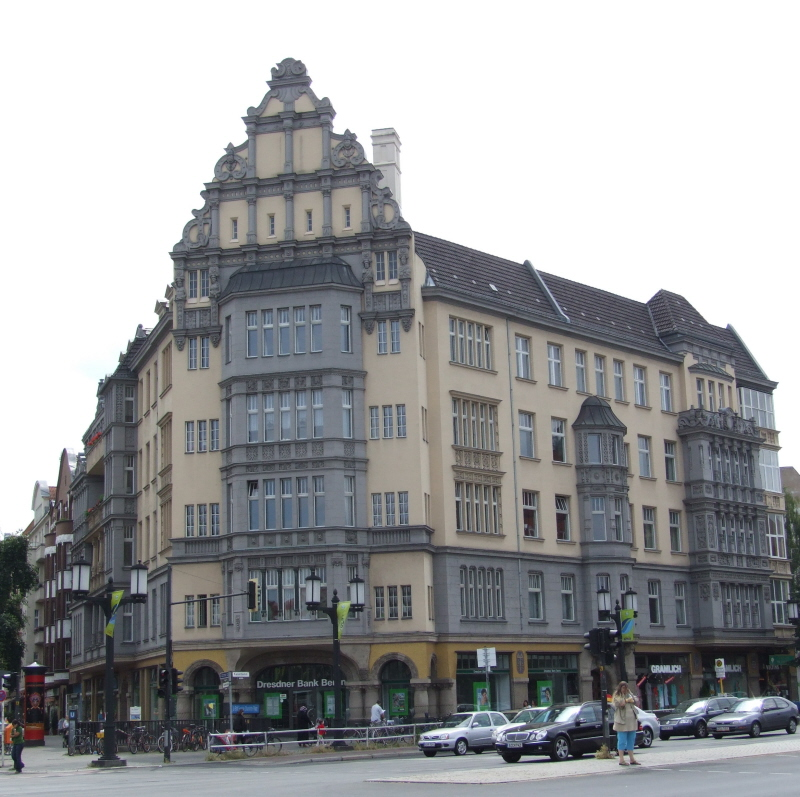
На розі Суаресштрассе

Колишнє значення Кайзердамм як парадної вулиці суттєво знизилося. Її призначення — забезпечувати транспортним сполученням південно-західні частини колишнього округу Шарлоттенбург, перш за все Вітцлебен та Вестенд. Вулицю забудовано житловими, торговельними та адміністративними будівлями.
Зараз вулиця являє собою транспортну артерію з інтенсивним рухом, адже нею проходять федеральні дороги B2 та B5. Нею рухаються в центр транспортні потоки з півдня та заходу міста. Розв'язка «Функтурм» сполучає Кайзердамм із міським автобаном та автобаном AVUS.
Під вулицею пролягає лінія U2 Берлінського метрополітену. На Кайзердамм вона має три станції: Софі-Шарлотте-Плац, Кайзердамм (що розташована в пішохідній доступності від станції міської електрички Мессе-Норд/ICC) та Теодор-Хойс-Плац.

## Видатні мешканці
- Художник Отто Дікс прожив два роки, починаючи з листопада 1925 року, на Кайзердамм, 20.
- Като Бонт'єс ван Бек, діячка німецького руху Опору, перед ув'язненням мешкала за адресою Кайзердамм, 22.
- Письменник та лікар Альфред Деблін жив у 1930–1933 роках на Кайзердамм, 28, про що свідчить меморіальна дошка на цьому будинку.
- Герман Герінг, один з лідерів націонал-соціалізму, винаймав помешкання на третьому поверсі будинку за адресою Кайзердамм, 34.
- Драматург Фердинанд Брукнер, засновник Ренессанс-Театру, жив на Кайзердамм, 102.
- Актор Еміль Яннінґс жив у 1920-х роках у будинку № 111.
- У 1925 році Еріх Марія Ремарк жив за адресою Кайзердамм, 114. Тут він писав романи «На західному фронті без змін» та «Повернення».
- Батьківський будинок видатного антрополога та сексолога Ернста Борнемана знаходиться під № 114.

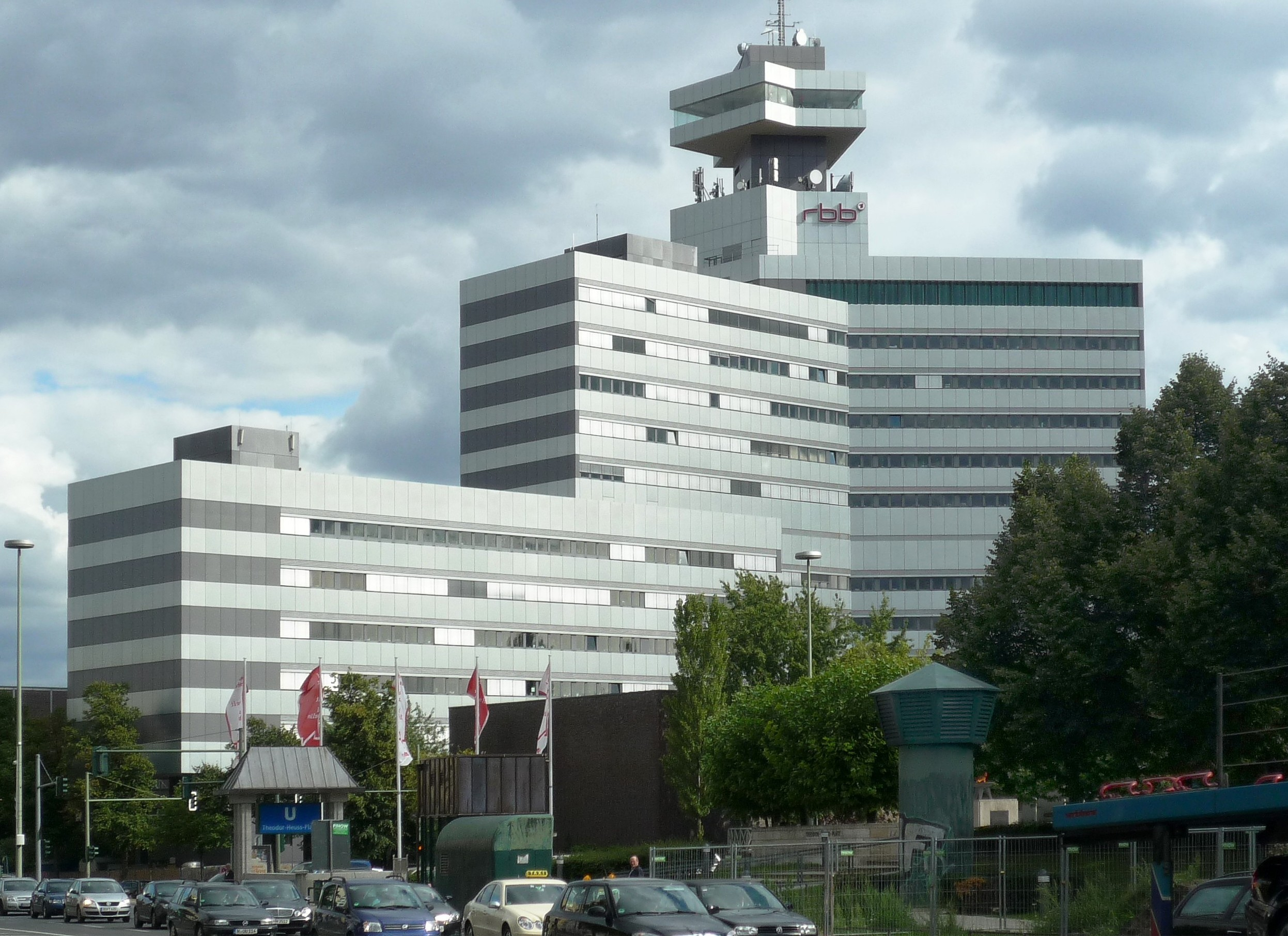
Телерадіокомпанія RBB на розі
Теодор-Хойс-Плац

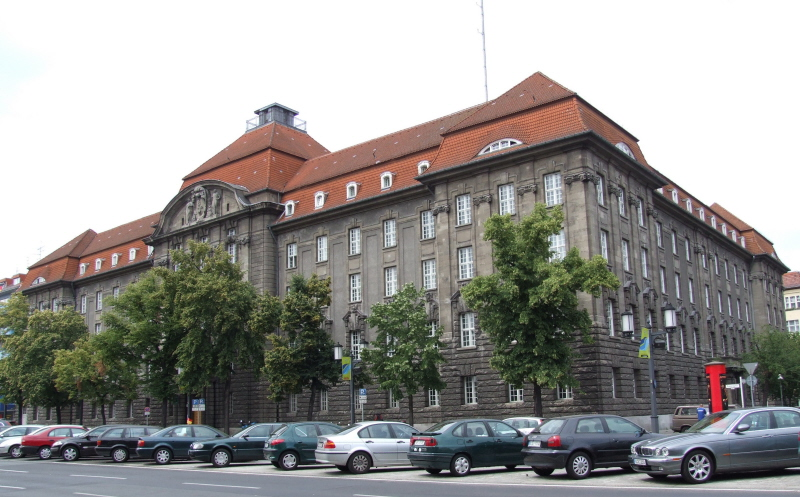
Будівля поліції (Кайзердамм, 1)

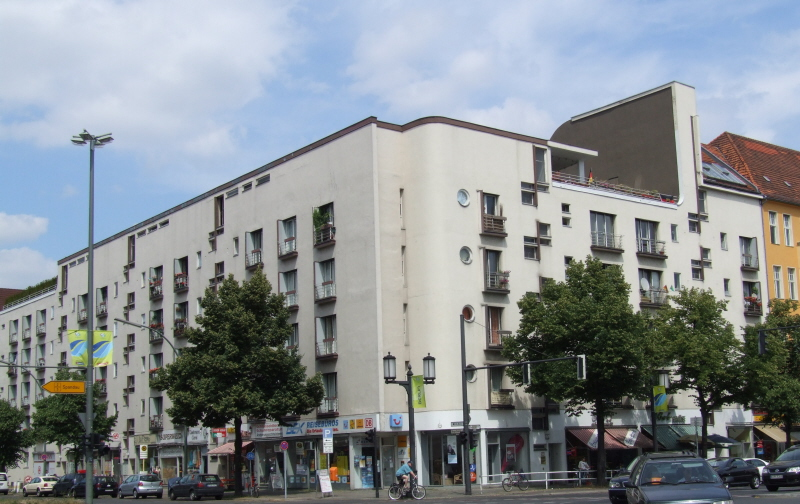
Багатоквартирний будинок за адресою Кайзердамм, 25

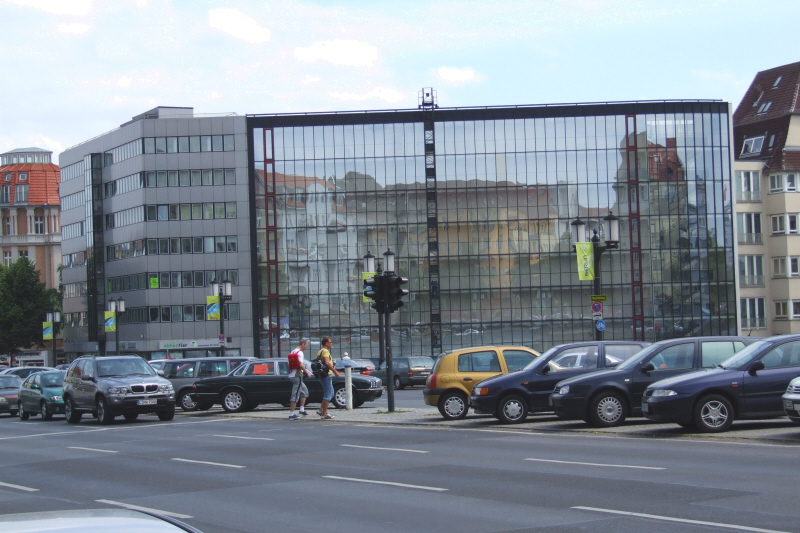
Будинок № 97 біля міського автобану

## Публічні заклади
Будівля Берлінсько-Бранденбурзької телерадіокомпанії (нім. Rundfunk Berlin-Brandenburg) виходить одним з фасадів на Кайзердамм, займаючи квартал між Зоорштрассе та Теодор-Хойс-Плац.

## Визначні споруди
Забудова вулиці головним чином відбувалася до 1920 року.

### №1
Будівля колишнього поліцай-президіуму Шарлоттенбурга, споруджена у 1906–1910 роках за проектом Лаунера Клеппеля у стилі необароко. За задумом архітектора споруда мала підкреслювати міць державної влади. Нині в ній розміщується 24-й відділок поліції.

### №25
На розі Кенігін-Елізабет-Штрассе в 1928–1929 роках архітектори Ганс Шароун та Георг Якобовітц збудували багатоквартирний будинок із невеликими одно- та двокімнатними квартирами, що мають великий відсоток корисної площі.

### №97
Сучасний житловий, офісний та торговельний центр з'явився у 1991–1993 роках на шумному місці із жвавим рухом: тут Кайзердамм перетинається із міським автобаном, що прокладений у виїмці. З боку автобану архітектор Юрген Заваде композиційно завершив будівлю заскленими аркадами. Це дало змогу зменшити шумовий вплив на житлові приміщення, що виходять у внутрішній двір будівлі.